# Palazzo Borgia (Roma)

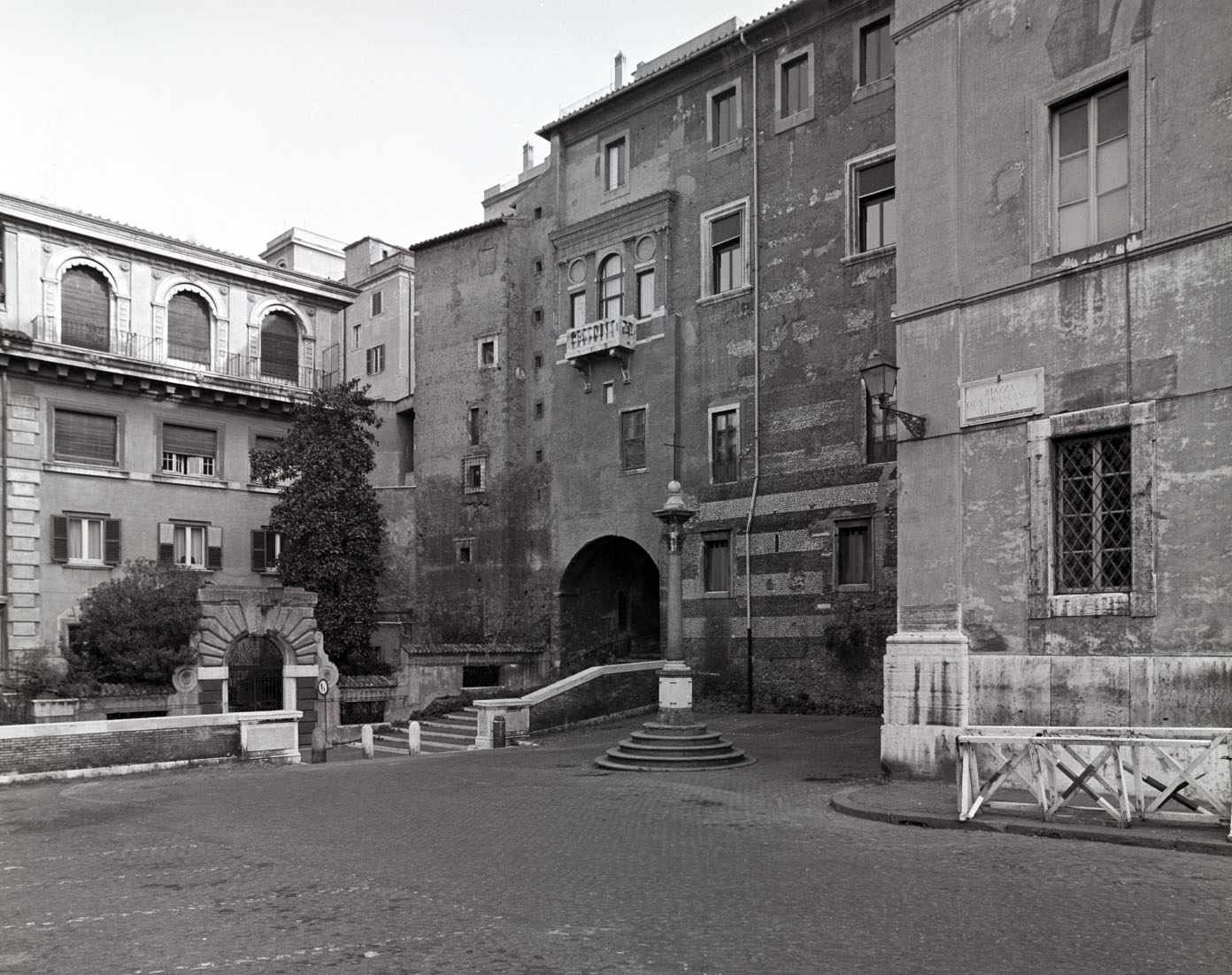
Vista do palácio na Piazza San Francesco di Paola.

Palazzo Borgia, conhecido também como Palazzo dei Cesarini, é um palacete localizado na Piazza San Francesco di Paola, no rione Monti de Roma. O palácio é parte de um complexo que era de propriedade das poderosas famílias Cesarini e Margani. No final do século XV, o palácio e o vinhedo anexo passaram para as mãos de Vannozza Cattanei, a famosa amante de Rodrigo Bórgia, mais conhecido como papa Alexandre VI, e mãe de seus quatro filhos, João, César, Lucrécia e Godofredo.

## História

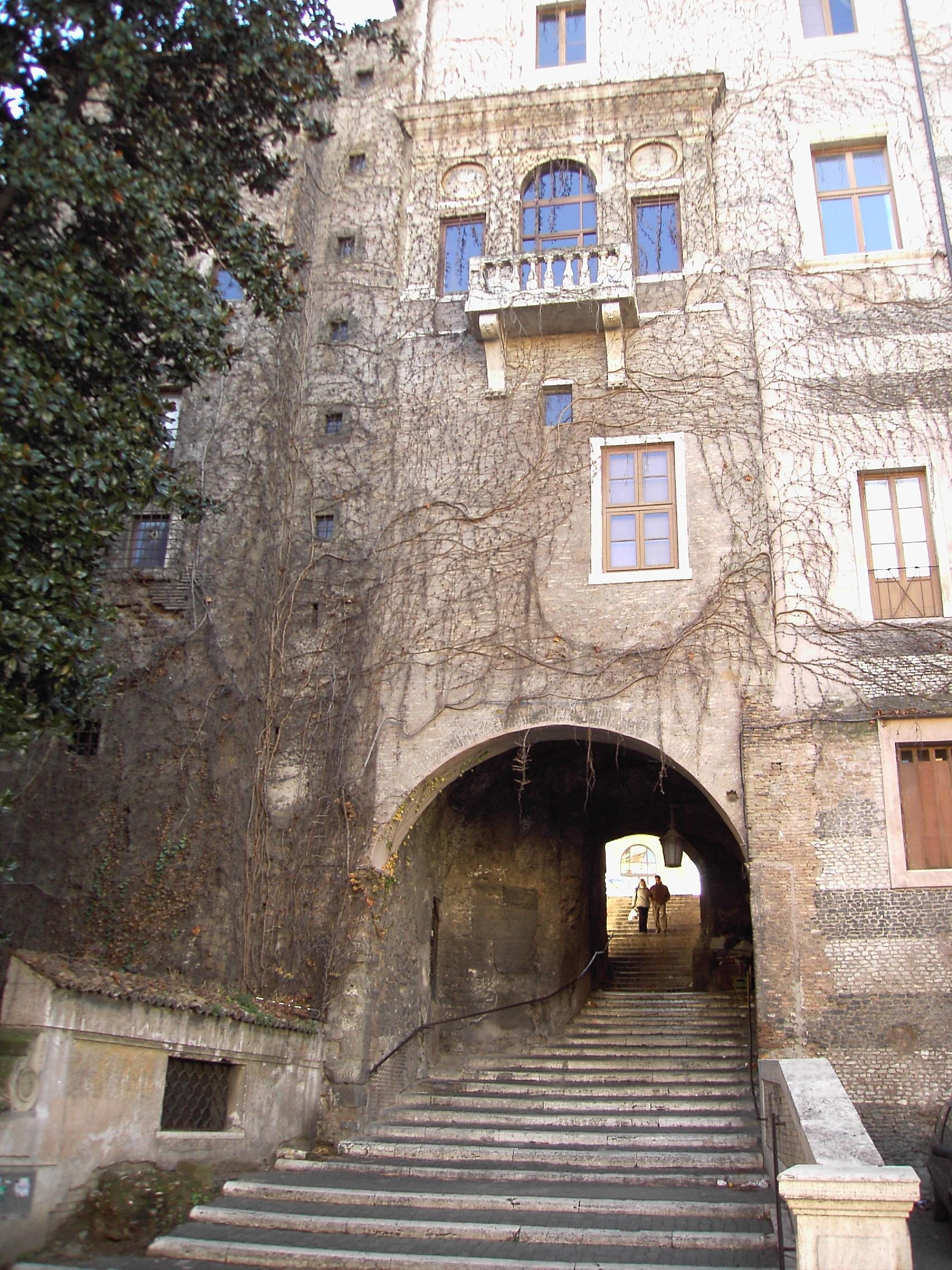
Detalhe da fachada e a famosa "Varanda de Vannoza" (Balcone di Vannozza).

Do palácio original, restam apenas uma janela com uma varanda e um trifório paladiano do século XVI, conhecido como Balcone di Vannozza. A parte mais antiga deste palacete incorporado no século XVIII ao complexo do antigo convento da igreja de San Francesco di Paola ai Monti, consiste em uma torre truncada de base quadrada que remonta ao século XIII, mas com mísulas em travertino do século XV conhecida como Torre dei Borgia. Fortaleza dos Cesarini, passou depois para os Margani, que construíram a janela arqueada com varanda em 1520. O papa Júlio II se hospedou no palácio em 1512 quando viajava do Vaticano para o Palácio Laterano para participar do Quinto Concílio de Latrão.  Em 1571, o palácio, que havia passado para a família Orsini, foi vendido por Giordano Orsini por 3 000 escudos a Jacopo Giorgio Cesarini. Em 1622, finalmente, a propriedade foi adquirida pelo frade Giovanni Pizzullo, que determinou como seus herdeiros os frades mínimos de São Francisco de Paula sob a condição de que eles fundassem um colégio para os estudantes calabreses da ordem e uma igreja dedicada a São Francisco de Paula (a já citada igreja de San Francesco di Paola ai Monti). 
A rua em que o edifício está voltado é o antigo Vicus Sceleratus, ligado à história sombria da filha do rei Sérvio Túlio, Túlia Menor. A fachada do edifício deste lado manteve a aparência característica que o ligava à história infame do assassinato do duque João Bórgia. Nenhum fundamento histórico credencia o edifício como pertencente à família Bórgia, do papa Alexandre VI, e sim à sua amante, Vannozza Cattanei e seus filhos. A muralha do palácio, no lado do Vicus Sceleratus, onde se abre o pequeno túnel arqueado, por sua aparência escura e devido ao forte desnível, fez com que o local ganhasse uma fama de misterioso e fomentou intrigas e assassinatos entre os membros da família do papa Alexandre VI.

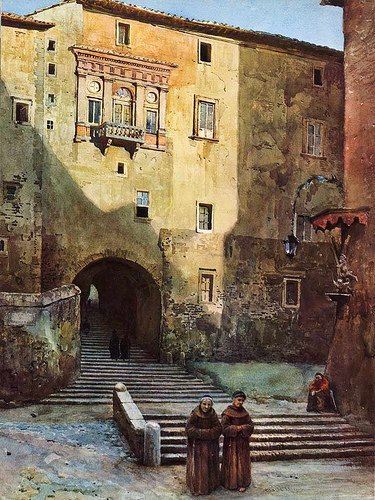
Aquarela de Ettore Roesler Franz (1883).

Clemente Erminio (1640-1711) iniciou uma coleção de antiguidades que foi enriquecida por seus sobrinhos, particularmente Alessandro Borgia (1682-1764), que foi arcebispo de Fermo. Stefano Borgia (1731-1804), cardeal e historiógrafo da Basílica de São Pedro, transformou o palácio num museu com uma biblioteca.  Dez anos após a morte de Stefano, seu sobrinho Camillo (1773-1817), jacobino e militar a serviço de muitas bandeiras, vendeu, em 1815, a esplêndida coleção ao rei Fernando IV de Nápoles, que hoje está preservada no Museu Arqueológico Nacional de Nápoles. 
Atualmente, o local abriga a sede do Istituto Centrale del Restauro.

## Fonte
- «Palazzo Borgia: Piazza S. Francesco da Paola, Rione Monti (Roma)» (em italiano). Anna Zelli
- «Piazza S. Francesco da Paula» (em italiano). Roma Segreta. 2 de maio de 2013